# Normanella bolini
Normanella bolini är en kräftdjursart som beskrevs av Lang 1965. Normanella bolini ingår i släktet Normanella och familjen Normanellidae. Inga underarter finns listade i Catalogue of Life.